# Síntese de oxindóis de Hinsberg
A síntese de oxindóis de Hinsberg é um método de preparação de compostos contendo a estrutura do oxindol dos adutos de bissultito de glioxal.
A dormação de oxindóis de arilaminas secundárias e a adição ácida de composto de glioxal, as arilaminas primárias resultam em derivados de glicina ou glicinamida.